# Pentadin

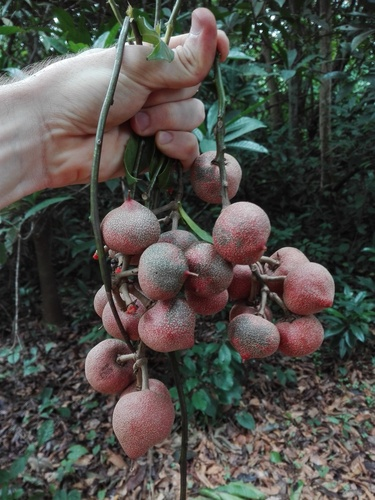
Pentadiplandra brazzeana

Pentadin ist ein süß schmeckendes Protein, das – wie auch das süß schmeckende Brazzein – 1989 aus den Früchten der zentralafrikanischen Lianenpflanze Pentadiplandra brazzeana isoliert wurde.
Pentadin löst auf der menschlichen Zunge einen Süßgeschmack aus, wie auch die Proteine Thaumatin, Mabinlin, Brazzein, Monellin, Miraculin und Curculin. Es soll eine Süßkraft von etwa 500 haben. Der Geschmackseindruck ist ähnlich dem von Monellin und etwas weniger dem von Thaumatin. Die Molekülmasse von Pentadin wird auf 12 kDa geschätzt.